# Gaulnhofen (Rohr)
Gaulnhofen (fränkisch: Gaalnhufm) ist ein Gemeindeteil der Gemeinde Rohr im Landkreis Roth (Mittelfranken, Bayern). Gaulnhofen liegt in der Gemarkung Prünst.

## Geografie
Südlich des Weilers entspringt ein namenloser rechter Zufluss der Schwabach. Der Ort lag ursprünglich inmitten eines geschlossenen Waldgebietes, das sich südlich von Rohr erstreckte. Heute grenzt im Nordosten das Waldgebiet „Im Biersteig“ an, im Nordwesten liegt das Waldgebiet „Im Steinbassing“. Im Südosten liegt das Flurgebiet „Stückfeld“. Eine Gemeindeverbindungsstraße führt nach Kitschendorf (2,2 km südlich) bzw. nach Rohr zur Staatsstraße 2239 (1,8 km nördlich), eine weitere Gemeindeverbindungsstraße führt nach Prünst (1,9 km östlich).

## Geschichte
Der Ort lag verkehrsgünstig an einer Altstraße, die zur Zeit der Karolinger angelegt wurde und von Roßtal nach Höfstetten führte. Im Jahr 1300 wurde der Ort im Salbuch des Hochstifts Eichstätt als „Gaulenhouen“ erstmals urkundlich erwähnt. Der Ortsname hat als Bestimmungswort den Personennamen des Gründers Gulo. Zu dieser Zeit war der Ort weitestgehend verödet. Ein Anwesen unterstand den Herren von Heideck, womit später Nürnberger Patrizier belehnt wurden. 1407 wurde nur ein Hof verzeichnet, der dem eichstättischen Kastenamt Abenberg unterstand. 1671 gab es in Gaulnhofen 5 Anwesen, wovon eines dem Kastenamt Abenberg unterstand und vier der Reichsstadt Nürnberg.
1732 gab es laut den Oberamtsbeschreibungen von Johann Georg Vetter in Gaulnhofen weiterhin 5 Anwesen, von denen 2 Anwesen dem Kastenamt Schwabach unterstanden, 1 Anwesen dem Kastenamt Abenberg und 2 Anwesen dem Landesalmosenamt der Reichsstadt Nürnberg.
Gegen Ende des 18. Jahrhunderts gab es in Gaulnhofen 5 Anwesen und ein Gemeindehirtenhaus. Das Hochgericht übte das brandenburg-ansbachische Oberamt Schwabach aus. Die Dorf- und Gemeindeherrschaft hatte das Kastenamt Schwabach. Grundherren waren das Kastenamt Schwabach (1 Halbhof, 1 Köblergut), das eichstättische Kastenamt Abenberg (1 Ganzhof), das Landesalmosenamt der Reichsstadt Nürnberg (1 Ganzhof) und der Nürnberger Eigenherr von Grundherr (1 Dreiviertelhof).
Von 1797 bis 1808 unterstand der Ort dem Justiz- und Kammeramt Schwabach. Im Rahmen des Gemeindeedikts wurde 1808 Gaulnhofen dem Steuerdistrikt Rohr (II. Sektion) und der 1818 gebildeten Ruralgemeinde Prünst zugeordnet. Am 1. Mai 1978 wurde Gaulnhofen im Zuge der Gebietsreform in Bayern nach Rohr eingegliedert.

## Einwohnerentwicklung
| Jahr      | 001818 | 001840 | 001861 | 001871 | 001885 | 001900 | 001925 | 001950 | 001961 | 001970 | 001987 |
| Einwohner | 41     | 40     | 47     | 37     | 26     | 33     | 33     | 38     | 27     | 35     | 15     |
| Häuser    | 5      | 6      |        |        | 5      | 5      | 4      | 6      | 5      |        | 4      |
| Quelle    | [ 15 ] | [ 16 ] | [ 17 ] | [ 18 ] | [ 19 ] | [ 20 ] | [ 21 ] | [ 22 ] | [ 23 ] | [ 24 ] | [ 1 ]  |

## Religion
Der Ort ist seit der Reformation evangelisch-lutherisch geprägt und bis heute nach St. Emmeram (Rohr) gepfarrt. Die Katholiken sind nach St. Sebald (Schwabach) gepfarrt.